# Paul Jeanjean
Paul Jeanjean   (Montpeller, 1 de novembre de 1874 - Bèusoleu, 9 de gener de 1929) va ser un destacat compositor francès i clarinetista principal de la banda Garde Republicaine i de l'òpera MonteCarlo.
Tot i que és conegut principalment per les seves composicions de clarinet, també va compondre per a altres instruments, com el fagot i el cornet. Va estudiar amb un dels professors de clarinet més importants, Chrysogone Cyrille Rose. Les seves composicions per a clarinet són principalment estudis per a la pràctica d'elements tècnics. Cada any, el Conservatori de París demanava als professors de clarinet que composessin música per al seu propi ús i també per als seus estudiants. Com a resultat, ara tenim molts conjunts d'estudis per al clarinet.

## Obres
Les seves obres inclouen:
- 18 estudis de desenvolupament
- 16 Estudis moderns
- 3 llibres de 20 estudis coneguts com a estudis progressius i melòdics
- 25 "Estudis tècnics i melòdics", en 2 volums
- 'Vade-Mecum' per al clarinetista, 6 estudis especials
- A la llum de la lluna[3]
- Arabescos
- Matí clar